# Nati nel 1879
| Questa pagina contiene informazioni ricavate automaticamente dalle voci biografiche con l'ausilio del template Bio e di un bot. L'aggiornamento è periodico e automatico e ricostruisce completamente la pagina. Se manca una persona in questa lista, sei pregato di non aggiungerla, ma accertati piuttosto che la sua voce biografica contenga il template Bio e che i dati anagrafici siano correttamente compilati. Se il template Bio manca, inseriscilo tu stesso o, in alternativa, metti l'avviso {{tmp\|Bio}} che ne segnala la mancanza. Se i dati riportati sono sbagliati, correggi direttamente la voce biografica; le modifiche saranno visibili in questa lista entro pochi giorni. Per chiarimenti vedi il progetto biografie. La lista contiene solo le 1.005 persone che sono citate nell'enciclopedia e per le quali è stato implementato correttamente il template Bio. Pagina aggiornata al 18 ago 2025. |

## Gennaio(82)
- 1º gennaio - Edward Dillon, attore, regista e sceneggiatore statunitense († 1933)
- 1º gennaio - E. M. Forster, scrittore britannico († 1970)
- 1º gennaio - William Fox, produttore cinematografico ungherese († 1952)
- 1º gennaio - Ernest Jones, neurologo e psicoanalista britannico († 1958)
- 1º gennaio - Petar Živković, politico e generale jugoslavo († 1947)
- 2 gennaio - Rudolf Bauer, discobolo ungherese († 1932)
- 2 gennaio - Hugo Freund, orafo ceco († 1942)
- 2 gennaio - William McIntosh, calciatore scozzese († 1973)
- 3 gennaio - Ralph Vary Chamberlin, zoologo e aracnologo statunitense († 1967)
- 3 gennaio - Grace Anna Coolidge, first lady statunitense († 1957)
- 4 gennaio - Amarsinhji Banesinhji, principe e militare indiano († 1954)
- 4 gennaio - Christian Beck, scrittore e poeta belga († 1916)
- 4 gennaio - Balbino Giuliano, politico e storico della filosofia italiano († 1958)
- 4 gennaio - Manuel María Smith, architetto spagnolo († 1956)
- 5 gennaio - Hans Eppinger, medico austriaco († 1946)
- 5 gennaio - Charles Daniel White, vescovo cattolico statunitense († 1955)
- 6 gennaio - Joseph Medill Patterson, giornalista e editore statunitense († 1946)
- 7 gennaio - Augusto Agabiti, teosofo italiano († 1918)
- 7 gennaio - John Bissinger, ginnasta e multiplista statunitense († 1941)
- 7 gennaio - Georges Dejaeghère, ginnasta francese
- 7 gennaio - Frederick Heckwolf, velocista statunitense († 1924)
- 8 gennaio - Charles Bryant, attore, sceneggiatore e regista britannico († 1948)
- 8 gennaio - Carlo Corsi, pittore italiano († 1966)
- 9 gennaio - Beatrice di Borbone-Parma, principessa († 1946)
- 10 gennaio - Armanda degli Abbati, mezzosoprano italiano († 1946)
- 11 gennaio - Antonio Beltramelli, scrittore e giornalista italiano († 1930)
- 11 gennaio - Ernst Jencquel, canottiere tedesco († 1939)
- 11 gennaio - John Symes, crickettista britannico († 1944)
- 12 gennaio - Ray Harroun, pilota automobilistico statunitense († 1968)
- 12 gennaio - Silvio Salza, ammiraglio italiano († 1972)
- 13 gennaio - Emma Ciardi, pittrice italiana († 1933)
- 13 gennaio - Melvin Jones, dirigente d'azienda, filantropo e attivista statunitense († 1961)
- 13 gennaio - Giuseppe Pedrazzini, liutaio italiano († 1957)
- 14 gennaio - František Jehlička, politico, saggista e presbitero slovacco († 1939)
- 15 gennaio - Pavel Petrovič Bažov, scrittore e politico sovietico († 1950)
- 15 gennaio - Samuel Biarnay, orientalista francese († 1918)
- 15 gennaio - Carlo Campanella, mafioso statunitense († 1975)
- 15 gennaio - Mazo de la Roche, scrittrice canadese († 1961)
- 15 gennaio - Ernest Thesiger, attore britannico († 1961)
- 16 gennaio - Luigi Frusci, generale italiano († 1949)
- 17 gennaio - Leander Keim, ginnasta e multiplista statunitense († 1941)
- 17 gennaio - Tom Webb-Bowen, aviatore inglese († 1956)
- 18 gennaio - Romeo Bosetti, attore, regista e sceneggiatore italiano († 1948)
- 18 gennaio - Henri Giraud, generale e politico francese († 1949)
- 18 gennaio - Tane Ikai, supercentenaria giapponese († 1995)
- 18 gennaio - Ben Spradling, pugile statunitense
- 19 gennaio - Guido Fubini, matematico italiano († 1943)
- 19 gennaio - Boris Savinkov, scrittore, rivoluzionario e politico russo († 1925)
- 20 gennaio - Clifford Hugh Douglas, ingegnere britannico († 1952)
- 20 gennaio - Fausto Nicolini, storico, scrittore e critico letterario italiano († 1965)
- 20 gennaio - Ruth St. Denis, ballerina e coreografa statunitense († 1968)
- 21 gennaio - Alessandro Gallotti, pittore italiano († 1961)
- 21 gennaio - Helen Gwynne-Vaughan, botanica e micologa inglese († 1967)
- 21 gennaio - Eduardo Marquina, scrittore, poeta e drammaturgo spagnolo († 1946)
- 21 gennaio - Joseph Roffo, tiratore di fune e rugbista a 15 francese († 1933)
- 21 gennaio - Hugo Schmölz, fotografo tedesco († 1938)
- 22 gennaio - Francis Picabia, pittore e scrittore francese († 1953)
- 23 gennaio - Evan Noel, tennista britannico († 1928)
- 23 gennaio - Harry A. Pollard, attore, regista cinematografico e sceneggiatore statunitense († 1934)
- 24 gennaio - Mario Racheli, imprenditore e politico italiano († 1961)
- 25 gennaio - Frank Chevallier-Boutell, calciatore argentino († 1974)
- 25 gennaio - Giuseppe Graziosi, scultore, pittore e grafico italiano († 1942)
- 25 gennaio - Rupert Julian, regista, attore e sceneggiatore neozelandese († 1943)
- 25 gennaio - Sebald Rutgers, politologo e ingegnere olandese († 1961)
- 25 gennaio - Antonio Sciortino, scultore maltese († 1947)
- 26 gennaio - Beatrice Hastings, giornalista, scrittrice e poetessa inglese († 1943)
- 26 gennaio - Richard Mohr, schermidore francese († 1918)
- 26 gennaio - Luigi Rachel, compositore italiano († 1949)
- 26 gennaio - Hugo Riesenfeld, compositore austriaco († 1939)
- 26 gennaio - Charles Smith, pallanuotista britannico († 1951)
- 26 gennaio - Alfred Eckhard Zimmern, storico e politologo britannico († 1957)
- 27 gennaio - Josip Kosor, scrittore, poeta e drammaturgo croato († 1961)
- 27 gennaio - Lorenzo Torretta, ostacolista, velocista e calciatore italiano († 1949)
- 28 gennaio - Eugen Illés, regista, direttore della fotografia e sceneggiatore ungherese († 1951)
- 28 gennaio - Harry Kerr, marciatore neozelandese († 1951)
- 28 gennaio - Michele Rigillo, poeta, storico e critico letterario italiano († 1958)
- 28 gennaio - Trinità del Cuore Purissimo di Maria, religiosa spagnola († 1949)
- 29 gennaio - Domenico Barone, magistrato italiano († 1929)
- 29 gennaio - Louis Prével, canottiere francese († 1964)
- 30 gennaio - Gino Zappa, economista italiano († 1960)
- 31 gennaio - Georges Coindre, pistard francese († 1953)
- 31 gennaio - Guglielmo Zorzi, commediografo, regista e sceneggiatore italiano († 1967)

## Febbraio(93)
- 1º febbraio - Henri Chrétien, fisico e astronomo francese († 1956)
- 1º febbraio - John Dalrymple, XII conte di Stair, politico scozzese († 1961)
- 1º febbraio - Joseph Dowler, tiratore di fune britannico († 1931)
- 1º febbraio - Andrés Ignacio Menéndez, militare e politico salvadoregno († 1962)
- 1º febbraio - Louis-Marie Raucaz, vescovo cattolico francese († 1934)
- 1º febbraio - Vangjel Turtulli, imprenditore e politico albanese († 1940)
- 2 febbraio - Hjalmar Davidsen, regista danese († 1958)
- 2 febbraio - Mimì Maggio, attore e cantante italiano († 1943)
- 2 febbraio - Sofia Carlotta di Oldenburg, nobile tedesca († 1964)
- 2 febbraio - Vittorio III di Ratibor, nobile, giurista e agricoltore tedesco († 1945)
- 3 febbraio - Camillo Giussani, avvocato, dirigente d'azienda e latinista italiano († 1960)
- 3 febbraio - Emanuele Sella, economista italiano († 1946)
- 4 febbraio - Jacques Copeau, attore, regista teatrale e drammaturgo francese († 1949)
- 4 febbraio - Michael Dwyer, politico canadese († 1953)
- 5 febbraio - Sandy Cowan, giocatore di lacrosse canadese († 1915)
- 5 febbraio - Fernando Soledade, tiratore a segno brasiliano († 1959)
- 6 febbraio - Pedro Aguirre Cerda, politico e avvocato cileno († 1941)
- 6 febbraio - Neville Bulwer-Lytton, giocatore di pallacorda britannico († 1951)
- 6 febbraio - Othon Friesz, pittore francese († 1949)
- 6 febbraio - Magnús Guðmundsson, politico islandese († 1937)
- 6 febbraio - Arnold Landvoigt, rugbista a 15 tedesco († 1970)
- 6 febbraio - Edwin Samuel Montagu, politico britannico († 1924)
- 6 febbraio - José Urfé, clarinettista e compositore cubano († 1957)
- 6 febbraio - Björn Þórðarson, politico islandese († 1963)
- 8 febbraio - Glover Morrill Allen, zoologo statunitense († 1942)
- 8 febbraio - Mizzi Günther, soprano austriaco († 1961)
- 8 febbraio - Adolf Lindfors, lottatore finlandese († 1959)
- 8 febbraio - Albert Taillandier, pistard francese († 1945)
- 8 febbraio - Elizabeth Langdon Williams, astronoma statunitense († 1981)
- 9 febbraio - Jacques Bainville, giornalista e storico francese († 1936)
- 9 febbraio - Lavinia Veiongo, regina tongana († 1902)
- 10 febbraio - Ernst Põdder, generale estone († 1932)
- 10 febbraio - Mario Vercellino, generale italiano († 1961)
- 11 febbraio - Jean Gilbert, compositore tedesco († 1942)
- 11 febbraio - Nils Persson, velista svedese († 1941)
- 12 febbraio - Urban Gad, regista e sceneggiatore danese († 1947)
- 12 febbraio - Lyda Judson Hanifan, sociologo statunitense († 1932)
- 12 febbraio - Juan Esteban Montero Rodríguez, politico cileno († 1948)
- 12 febbraio - Simon Rodia, artista italiano († 1965)
- 12 febbraio - Naum Rogožin, attore sovietico († 1955)
- 12 febbraio - Ernesto De Galleani, banchiere e calciatore italiano († 1931)
- 13 febbraio - Alberto De Dominicis, chimico italiano († 1952)
- 13 febbraio - Guido Horn D'Arturo, astronomo italiano († 1967)
- 13 febbraio - Angelina Lanza Damiani, scrittrice e poetessa italiana († 1936)
- 13 febbraio - Sarojini Naidu, politica e poetessa indiana († 1949)
- 13 febbraio - Principe Sabahaddin, principe e sociologo ottomano († 1948)
- 14 febbraio - Laure Albin-Guillot, fotografa francese († 1962)
- 14 febbraio - Emilio Bestetti, editore e pittore italiano († 1954)
- 14 febbraio - Gaetano Catanoso, presbitero e santo italiano († 1963)
- 14 febbraio - Elia Grigis, violinista italiano († 1956)
- 15 febbraio - Henny Hoobin, giocatore di lacrosse canadese († 1921)
- 15 febbraio - François Menno Knoote, calciatore olandese († 1947)
- 15 febbraio - Egisto Domenico Melchiori, arcivescovo cattolico italiano († 1963)
- 16 febbraio - Secondina Cesano, numismatica italiana († 1973)
- 16 febbraio - Gustav Gräser, poeta e pacifista tedesco († 1958)
- 16 febbraio - Anna Pankratova, storica e educatrice sovietica († 1957)
- 16 febbraio - John Wassow, ginnasta e multiplista statunitense († 1920)
- 17 febbraio - Dorothy Canfield Fisher, scrittrice e romanziere statunitense († 1958)
- 17 febbraio - Raffaello De Rensis, musicologo e critico musicale italiano († 1970)
- 18 febbraio - Luigi Gurakuqi, scrittore e politico albanese († 1925)
- 18 febbraio - László Széchenyi, nobile e diplomatico ungherese († 1938)
- 19 febbraio - Armando Armani, generale e aviatore italiano († 1970)
- 19 febbraio - Alfredo Bennicelli, generale italiano († 1960)
- 19 febbraio - Ángel Cabrera, zoologo spagnolo († 1960)
- 19 febbraio - Marian Reeves, attivista britannica († 1961)
- 20 febbraio - Fidenzio Dall'Ora, militare e politico italiano († 1961)
- 20 febbraio - Leonora Jackson McKim, violinista statunitense († 1969)
- 20 febbraio - Ernest Moreau de Melen, calciatore belga († 1968)
- 20 febbraio - Umberto Ricci, economista e statistico italiano († 1946)
- 20 febbraio - Hod Stuart, hockeista su ghiaccio canadese († 1907)
- 21 febbraio - Stefano Donaudy, compositore italiano († 1925)
- 21 febbraio - Giuseppe Filippini, politico e antifascista italiano († 1972)
- 21 febbraio - Gertie Millar, attrice e cantante inglese († 1952)
- 21 febbraio - Guglielmo Nasi, generale e politico italiano († 1971)
- 22 febbraio - Johannes Nicolaus Brønsted, chimico danese († 1947)
- 22 febbraio - André Deed, attore, regista e sceneggiatore francese († 1940)
- 22 febbraio - Norman Lindsay, artista, scultore e scrittore australiano († 1969)
- 23 febbraio - Agnes Arber, botanica britannica († 1960)
- 23 febbraio - Kazimir Severinovič Malevič, pittore, insegnante e urbanista ucraino († 1935)
- 24 febbraio - Mario Donati, chirurgo italiano († 1946)
- 24 febbraio - Gaetano Perusini, medico italiano († 1915)
- 24 febbraio - Herman Teirlinck, scrittore e drammaturgo belga († 1967)
- 24 febbraio - Laureto Tieri, fisico italiano († 1952)
- 25 febbraio - Aleksandr Andreev, scultore bulgaro († 1971)
- 25 febbraio - Julius Falkenstein, attore tedesco († 1933)
- 25 febbraio - Royal Harwood Frost, astronomo statunitense († 1950)
- 26 febbraio - Frank Bridge, compositore, violista e direttore d'orchestra britannico († 1941)
- 26 febbraio - Frank Greer, canottiere statunitense († 1943)
- 26 febbraio - Paul Grümmer, violoncellista tedesco († 1965)
- 26 febbraio - Mabel Dodge Luhan, mecenate e scrittrice statunitense († 1962)
- 27 febbraio - Romeo Gallenga Stuart, politico e dirigente sportivo italiano († 1938)
- 27 febbraio - Arturo Reggio, avvocato e politico italiano († 1959)
- 28 febbraio - Maria Fassnauer, circense italiana († 1917)

## Marzo(92)
- 1º marzo - Robert Daniel Carmichael, matematico statunitense († 1967)
- 1º marzo - Frank Odberg, canottiere belga († 1917)
- 2 marzo - Draga Gregorič Rosenberg, educatrice e pedagogista slovena († 1965)
- 3 marzo - Louis Delaunoij, schermidore olandese († 1947)
- 3 marzo - Lucien Martinet, canottiere francese († 1903)
- 3 marzo - Vindizio Nodari Pesenti, pittore e scultore italiano († 1961)
- 3 marzo - George Wilkinson, pallanuotista e nuotatore britannico († 1946)
- 4 marzo - Emil Freymark, altista statunitense († 1936)
- 4 marzo - Bernhard Kellermann, scrittore e giornalista tedesco († 1951)
- 4 marzo - Josip Murn Aleksandrov, poeta sloveno († 1901)
- 4 marzo - Ercole Quadrelli, scrittore, esoterista e traduttore italiano († 1948)
- 5 marzo - William Beveridge, economista e sociologo britannico († 1963)
- 5 marzo - Jules Charpentier, tiratore a volo francese († 1932)
- 5 marzo - Andres Larka, politico estone († 1943)
- 5 marzo - Walter Long, attore statunitense († 1952)
- 5 marzo - Kalla Pasha, wrestler e attore statunitense († 1933)
- 6 marzo - Paul Matthes, calciatore tedesco († 1948)
- 7 marzo - Hugo Ballin, pittore, scenografo e regista statunitense († 1956)
- 7 marzo - Jules De Bisschop, canottiere belga († 1955)
- 7 marzo - Gennaro Favai, pittore italiano († 1958)
- 7 marzo - William le Maire de Warzée d'Hermalle, tennista belga († 1966)
- 8 marzo - Otto Hahn, chimico e fisico tedesco († 1968)
- 8 marzo - Tielman Roos, politico sudafricano († 1935)
- 8 marzo - Émile Taddéoli, aviatore svizzero († 1920)
- 9 marzo - David Landau, attore statunitense († 1935)
- 9 marzo - Agnes Miegel, scrittrice, poetessa e giornalista tedesca († 1964)
- 9 marzo - Carlo Tresca, sindacalista, giornalista e editore italiano († 1943)
- 10 marzo - Ugo Bottacchiari, compositore italiano († 1944)
- 10 marzo - Hans Luther, politico tedesco († 1962)
- 10 marzo - Giuseppe Pontremoli, imprenditore e editore italiano († 1952)
- 10 marzo - Wu Lien-teh, medico malese († 1960)
- 11 marzo - Antal Dovcsák, politico ungherese († 1962)
- 11 marzo - Adolfo Ravà, giurista italiano († 1957)
- 12 marzo - Alfred Abel, attore e regista tedesco († 1937)
- 12 marzo - Charles Delestraint, generale e partigiano francese († 1945)
- 12 marzo - Corrie Gardner, lunghista, ostacolista e giocatore di football australiano australiano († 1960)
- 12 marzo - Aleksandăr Stambolijski, politico bulgaro († 1923)
- 12 marzo - Viktor Tausk, psichiatra e psicoanalista slovacco († 1919)
- 12 marzo - Georges Touquet-Daunis, maratoneta francese († 1917)
- 12 marzo - William Trew, rugbista a 15 gallese († 1926)
- 13 marzo - Giovanni Alice, pubblicista, giornalista e politico italiano († 1937)
- 13 marzo - Karl Caspar, pittore tedesco († 1956)
- 13 marzo - Alfredo Kindelán, nobile, ufficiale e aviatore spagnolo († 1962)
- 13 marzo - Henry Joseph O'Leary, arcivescovo cattolico canadese († 1938)
- 13 marzo - William Remington, lunghista, ostacolista e vescovo anglicano statunitense († 1963)
- 14 marzo - Louis Forton, fumettista francese († 1934)
- 14 marzo - Cecilia Cuțescu-Storck, pittrice e docente rumena († 1969)
- 14 marzo - Albert Einstein, fisico tedesco († 1955)
- 14 marzo - Thành Thái, imperatore vietnamita († 1954)
- 16 marzo - Mark Sykes, diplomatico britannico († 1919)
- 17 marzo - Sid Grauman, imprenditore e attore statunitense († 1950)
- 17 marzo - Angelo Zanelli, scultore italiano († 1942)
- 18 marzo - Emma Carus, contralto statunitense († 1927)
- 18 marzo - Varaztad Kazanjian, dentista statunitense († 1974)
- 19 marzo - Mattia Farina, imprenditore e politico italiano († 1961)
- 19 marzo - Hugh Grosvenor, II duca di Westminster, nobile e ufficiale inglese († 1953)
- 20 marzo - Maud Menten, scienziata, fisica e chimica canadese († 1960)
- 20 marzo - Basile Tanghe, missionario e vescovo cattolico belga († 1947)
- 21 marzo - Hasmik, attrice sovietica († 1947)
- 21 marzo - Josef Steinbach, tiratore di fune e sollevatore austriaco († 1937)
- 22 marzo - Aurelio Greco, schermidore italiano († 1954)
- 22 marzo - Edmond Guiraud, drammaturgo, attore e librettista francese († 1961)
- 22 marzo - Wilhelm Johann Schlenk, chimico tedesco († 1943)
- 23 marzo - Émile Champion, maratoneta francese († 1934)
- 23 marzo - Jacopo Gasparini, diplomatico italiano († 1941)
- 23 marzo - Ernesto Laura, matematico italiano († 1949)
- 24 marzo - Stanislao Giacomantonio, compositore italiano († 1923)
- 24 marzo - Vince Hayes, allenatore di calcio e calciatore inglese († 1964)
- 24 marzo - Herbert Lang, zoologo tedesco († 1957)
- 24 marzo - Neyzen Tevfik, poeta e musicista turco († 1953)
- 24 marzo - Frank Schreiner, pallanuotista statunitense († 1937)
- 25 marzo - Riccardo Gualino, imprenditore, mecenate e collezionista d'arte italiano († 1964)
- 25 marzo - Louis-Joseph-Arthur Melanson, arcivescovo cattolico canadese († 1941)
- 25 marzo - Amedee Reyburn, pallanuotista e nuotatore statunitense († 1920)
- 26 marzo - Othmar Ammann, ingegnere svizzero († 1965)
- 26 marzo - Mario Arlotta, militare, diplomatico e politico italiano († 1946)
- 26 marzo - Waldemar Tietgens, canottiere tedesco († 1917)
- 27 marzo - Albert Bechestobill, lottatore statunitense († 1959)
- 27 marzo - Catherine Carswell, scrittrice e giornalista scozzese († 1946)
- 27 marzo - Guelfo Ferrari, dirigente sportivo italiano († 1958)
- 27 marzo - Sándor Garbai, politico ungherese († 1947)
- 27 marzo - Alfred Lind, regista, direttore della fotografia e sceneggiatore danese († 1959)
- 27 marzo - Izaak Reijnders, militare olandese († 1966)
- 27 marzo - Edward Steichen, fotografo e pittore lussemburghese († 1973)
- 27 marzo - Gallus Steiger, missionario e vescovo cattolico svizzero († 1966)
- 28 marzo - Traolach Mac Suibhne, attivista, politico e scrittore irlandese († 1920)
- 29 marzo - Alan Gardiner, egittologo britannico († 1963)
- 29 marzo - Frank Kugler, lottatore, sollevatore e tiratore di fune tedesco († 1952)
- 30 marzo - Constance Crawley, attrice, sceneggiatrice e regista inglese († 1919)
- 30 marzo - Bernhard Schmidt, ottico e astronomo tedesco († 1935)
- 31 marzo - Félix Maurice Hedde, vescovo cattolico e missionario francese († 1960)
- 31 marzo - Riccardo Momigliano, giornalista, politico e antifascista italiano († 1961)

## Aprile(73)
- 1º aprile - Alberto Albertini, giornalista e scrittore italiano († 1954)
- 1º aprile - Giovanni Drovetti, scrittore, commediografo e poeta italiano († 1958)
- 1º aprile - Umberto Rossi, vescovo cattolico italiano († 1952)
- 1º aprile - Stanislaus Zbyszko, wrestler e strongman polacco († 1967)
- 2 aprile - Alessandro Moissi, attore austriaco († 1935)
- 3 aprile - Tomás Carreras Artau, filosofo, etnologo e politico spagnolo († 1954)
- 3 aprile - Agha Hashar Kashmiri, poeta e drammaturgo pakistano († 1945)
- 4 aprile - Aimo Cajander, politico finlandese († 1943)
- 4 aprile - Gustav Goßler, canottiere tedesco († 1940)
- 4 aprile - Gabriel Grovlez, compositore e direttore d'orchestra francese († 1944)
- 5 aprile - Arthur Berriedale Keith, indologo scozzese († 1944)
- 6 aprile - Andrea Alfano, pittore e poeta italiano († 1967)
- 6 aprile - Lawrence Pentland, giocatore di lacrosse canadese († 1923)
- 6 aprile - Osvald Sirén, storico dell'arte finlandese († 1966)
- 7 aprile - Thomas Coggins, calciatore, arbitro di calcio e allenatore di calcio inglese († 1950)
- 7 aprile - Angelo Dibona, alpinista italiano († 1956)
- 7 aprile - Gyula Katona, ginnasta ungherese († 1944)
- 7 aprile - Ardengo Soffici, pittore, scrittore e poeta italiano († 1964)
- 8 aprile - Harry Humby, tiratore a segno britannico († 1923)
- 9 aprile - Stanislao Amato, avvocato e politico italiano († 1944)
- 9 aprile - Giulio Ferrari, imprenditore italiano († 1965)
- 9 aprile - Thomas Meighan, attore statunitense († 1936)
- 10 aprile - Cesare Capezzuoli, medico italiano († 1926)
- 10 aprile - John D. Hertz, imprenditore e filantropo statunitense († 1961)
- 10 aprile - Coenraad Hiebendaal, canottiere olandese († 1921)
- 11 aprile - Jonas Biliūnas, scrittore e poeta lituano († 1907)
- 11 aprile - René Prioux, generale francese († 1953)
- 11 aprile - Øistein Schirmer, ginnasta norvegese († 1947)
- 12 aprile - Arthur Johnson, calciatore e allenatore di calcio irlandese († 1929)
- 12 aprile - Konstanty Michalski, presbitero, filosofo e teologo polacco († 1947)
- 13 aprile - Johan Petter Åhlén, giocatore di curling svedese († 1939)
- 13 aprile - Ermenegildo dell'Assunta, presbitero spagnolo († 1936)
- 13 aprile - Tina Poli-Randaccio, soprano italiana († 1956)
- 13 aprile - Francesco Severi, matematico italiano († 1961)
- 14 aprile - Adolf Bergman, tiratore di fune svedese († 1926)
- 14 aprile - James Branch Cabell, scrittore statunitense († 1958)
- 14 aprile - Émile Deriaz, atleta, sollevatore e wrestler svizzero († 1938)
- 14 aprile - Grace Elvina Hinds, statunitense († 1958)
- 15 aprile - Alexander Gleichmann, canottiere tedesco († 1969)
- 15 aprile - Riccardo Massucci, attore e regista italiano († 1968)
- 15 aprile - Elena Popea, pittrice rumena († 1941)
- 15 aprile - Red Jacket, giocatore di lacrosse canadese
- 16 aprile - Gala Galaction, presbitero, teologo e politico rumeno († 1961)
- 17 aprile - Giorgio Guglielmi, imprenditore, politico e dirigente sportivo italiano († 1945)
- 17 aprile - Donald MacKenzie, attore e regista scozzese († 1972)
- 17 aprile - Carl Wilhelm Oseen, fisico svedese († 1944)
- 17 aprile - Mirko del Montenegro, principe montenegrino († 1918)
- 17 aprile - Henri Tauzin, ostacolista francese († 1918)
- 18 aprile - Lev Jakovlevič Karpov, rivoluzionario e chimico russo († 1921)
- 18 aprile - Rudolf Krupitzer, ginnasta e multiplista statunitense († 1972)
- 18 aprile - Girolamo Moretti, francescano italiano († 1963)
- 19 aprile - Georges Montandon, antropologo svizzero († 1944)
- 19 aprile - Archie Robertson, mezzofondista e siepista britannico († 1957)
- 20 aprile - Italo Gariboldi, generale italiano († 1970)
- 20 aprile - Gino Montipò, marinaio e militare italiano († 1961)
- 20 aprile - Paul Poiret, stilista francese († 1944)
- 20 aprile - Paolo Rossi, calciatore italiano († 1944)
- 20 aprile - Carlo Senni, diplomatico e politico italiano († 1946)
- 20 aprile - Maria Agnese Tribbioli, religiosa italiana († 1965)
- 21 aprile - Kartini, attivista e nobile indonesiana († 1904)
- 21 aprile - Maurice Verdonck, canottiere belga († 1968)
- 22 aprile - Emil Schwegler, ginnasta e multiplista statunitense († 1968)
- 23 aprile - Talbot Mundy, scrittore britannico († 1940)
- 24 aprile - Felix Ehrenhaft, fisico austriaco († 1952)
- 24 aprile - Francis Humphrys, diplomatico inglese († 1971)
- 24 aprile - Albert Roosevelt, rugbista a 15 francese († 1962)
- 26 aprile - Eric Campbell, attore britannico († 1917)
- 26 aprile - Owen Willans Richardson, fisico inglese († 1959)
- 27 aprile - Carlo Cassola, economista italiano († 1931)
- 27 aprile - Guglielmo Emanuel, giornalista e antifascista italiano († 1965)
- 29 aprile - Thomas Beecham, direttore d'orchestra e saggista britannico († 1961)
- 29 aprile - Adolph Klauber, produttore teatrale, regista e critico teatrale statunitense († 1933)
- 30 aprile - Richárd Weisz, lottatore ungherese († 1945)

## Maggio(73)
- 1º maggio - Aimée Antoinette Camus, botanica francese († 1965)
- 1º maggio - Erich Ludwig, rugbista a 15 tedesco († 1934)
- 1º maggio - Paul Theodor Range, naturalista e geologo tedesco († 1959)
- 1º maggio - Domenico Siciliani, generale italiano († 1938)
- 2 maggio - Otto Hoffman, attore statunitense († 1944)
- 2 maggio - Afanasij Nikolaevič Matjušenko, marinaio e rivoluzionario russo († 1907)
- 2 maggio - Clemente Merlo, linguista e glottologo italiano († 1960)
- 2 maggio - Abd al-Muhsin al-Sa'dun, politico iracheno († 1929)
- 3 maggio - Giuseppe Solenghi, pittore italiano († 1944)
- 4 maggio - Werner Boy, matematico tedesco († 1914)
- 4 maggio - Leonid Isaakovič Mandel'štam, fisico e scienziato sovietico († 1944)
- 4 maggio - Louis Mercanton, regista cinematografico e sceneggiatore svizzero († 1932)
- 5 maggio - Guido Enrico Fiorini, pittore, decoratore e restauratore italiano († 1960)
- 5 maggio - Ludwig Glauert, paleontologo australiano († 1963)
- 5 maggio - Pablo González Garza, generale e politico messicano († 1950)
- 5 maggio - Søren Marinus Jensen, lottatore danese († 1965)
- 5 maggio - Tibor Melczer, ingegnere austro-ungarico († 1936)
- 5 maggio - Manlio Pastorini, ginnasta italiano († 1942)
- 6 maggio - Henk van Heukelum, calciatore olandese († 1929)
- 6 maggio - Bedřich Hrozný, linguista, orientalista e archeologo ceco († 1952)
- 7 maggio - Placido Martini, avvocato italiano († 1944)
- 7 maggio - Ben Warren, calciatore inglese († 1917)
- 8 maggio - Wesley Coe, pesista e tiratore di fune statunitense († 1926)
- 9 maggio - Julija Nikolaevna Danzas, filosofa, teologa e storica russa († 1942)
- 10 maggio - Symon Petljura, politico e generale ucraino († 1926)
- 13 maggio - Emidio Agostinoni, politico, giornalista e fotografo italiano († 1933)
- 13 maggio - Magdeleine Boucherit Le Faure, pianista e compositrice francese († 1960)
- 13 maggio - Jan Serada, politico, pedagogista e scrittore bielorusso
- 14 maggio - Fred Engelhardt, triplista e lunghista statunitense († 1942)
- 14 maggio - Andrej Vladimirovič Romanov, nobile russo († 1956)
- 15 maggio - Francesco Carnelutti, avvocato e giurista italiano († 1965)
- 15 maggio - Ramiro Fabiani, geologo e paleontologo italiano († 1954)
- 15 maggio - Albert Ireton, tiratore di fune e pugile britannico († 1947)
- 15 maggio - Matheson Lang, attore e drammaturgo canadese († 1948)
- 16 maggio - Pierre Gilliard, docente svizzero († 1962)
- 16 maggio - Pietro Marussig, pittore italiano († 1937)
- 16 maggio - Poldowski, compositrice e pianista britannica († 1932)
- 17 maggio - Ernesto Eugenio Filippi, arcivescovo cattolico italiano († 1951)
- 18 maggio - Joseph Corrigan, vescovo cattolico statunitense († 1942)
- 18 maggio - Howard Davies, attore inglese († 1947)
- 18 maggio - Guido Miglioli, politico e sindacalista italiano († 1954)
- 19 maggio - Nancy Astor, politica statunitense († 1964)
- 19 maggio - Waldorf Astor, II visconte Astor, politico britannico († 1952)
- 19 maggio - Fedora di Sassonia-Meiningen, nobile tedesca († 1945)
- 20 maggio - Billy Barnes, allenatore di calcio e calciatore inglese († 1962)
- 20 maggio - Hans Meerwein, chimico tedesco († 1965)
- 21 maggio - Giuseppe Giulietti, sindacalista e politico italiano († 1953)
- 21 maggio - Gustáv Mallý, pittore slovacco († 1952)
- 21 maggio - Karl Felix Wolff, giornalista, scrittore e antropologo austriaco († 1966)
- 22 maggio - Pietrangelo Cavicchia, politico statunitense († 1967)
- 22 maggio - Aston Chichester, missionario e arcivescovo cattolico britannico († 1962)
- 22 maggio - Émile Fréteur, ginnasta francese († 1953)
- 22 maggio - Giuseppe Morelli, dirigente d'azienda, avvocato e politico italiano († 1944)
- 22 maggio - Alla Nazimova, attrice russa († 1945)
- 23 maggio - Alfred Ritscher, militare e esploratore tedesco († 1963)
- 24 maggio - Otto Reche, antropologo, docente e scrittore tedesco († 1966)
- 25 maggio - Max Aitken, I barone di Beaverbrook, editore e politico britannico († 1964)
- 25 maggio - Art Stickney, golfista statunitense († 1944)
- 27 maggio - Karl Bühler, psicologo tedesco († 1963)
- 27 maggio - Hans Lammers, politico e generale tedesco († 1962)
- 27 maggio - Alberto Meschi, anarchico e sindacalista italiano († 1958)
- 27 maggio - Lucile Watson, attrice canadese († 1962)
- 28 maggio - Vanessa Bell, pittrice britannica († 1961)
- 28 maggio - Erik Eriksson, nuotatore svedese († 1940)
- 28 maggio - Milutin Milanković, ingegnere, matematico e climatologo serbo († 1958)
- 28 maggio - Teresina Negri, ballerina, imprenditrice e stilista italiana († 1974)
- 28 maggio - Henri-Pierre Roché, scrittore e collezionista d'arte francese († 1959)
- 29 maggio - Johannes Sejersted Bødtker, banchiere e collezionista d'arte norvegese († 1963)
- 29 maggio - Thomas A. Curran, attore australiano († 1941)
- 29 maggio - Richard Hamann, storico dell'arte tedesco († 1961)
- 29 maggio - Eric Marshall, esploratore, medico e cartografo britannico († 1963)
- 31 maggio - Frances Alda, soprano neozelandese († 1952)
- 31 maggio - Kathlyn Williams, attrice statunitense († 1960)

## Giugno(76)
- 1º giugno - Freeman Wills Crofts, scrittore irlandese († 1957)
- 1º giugno - Max Emmerich, multiplista e ginnasta statunitense († 1956)
- 1º giugno - Enrico Felli, imprenditore e politico italiano († 1963)
- 1º giugno - Mark Hambourg, pianista russo († 1960)
- 1º giugno - Juan Emiliano O'Leary, storiografo e poeta paraguaiano († 1969)
- 2 giugno - Guido Gregoletto, dirigente sportivo e calciatore italiano († 1932)
- 2 giugno - Alfred Paget, attore britannico († 1919)
- 3 giugno - Manlio Morgagni, giornalista italiano († 1943)
- 4 giugno - Mariano Costa, politico e antifascista italiano († 1950)
- 4 giugno - Giovanni Battista Derchi, pittore e decoratore italiano († 1912)
- 5 giugno - Henry Haslam, calciatore britannico († 1942)
- 5 giugno - Guido Manacorda, germanista e traduttore italiano († 1965)
- 5 giugno - Robert Mayer, filantropo e banchiere tedesco († 1985)
- 5 giugno - René Pottier, ciclista su strada e pistard francese († 1907)
- 5 giugno - Marcel Tournier, arpista, compositore e insegnante francese († 1951)
- 5 giugno - Adolf Wiklund, compositore e direttore d'orchestra svedese († 1950)
- 6 giugno - Patrick Abercrombie, architetto e urbanista inglese († 1957)
- 6 giugno - Bartolomé Blanche, generale e politico cileno († 1970)
- 6 giugno - Paul-Louis Couchoud, filosofo, medico e scrittore francese († 1959)
- 6 giugno - Vivian Woodward, calciatore inglese († 1954)
- 7 giugno - Pier Antonio Gariazzo, pittore, incisore e scrittore italiano († 1964)
- 7 giugno - Knud Rasmussen, esploratore e antropologo danese († 1933)
- 7 giugno - Egor Sergeevič Sozonov, rivoluzionario russo († 1910)
- 7 giugno - Heinrich Ströbel, politico e giornalista tedesco († 1944)
- 8 giugno - George Lessey, attore, regista e sceneggiatore statunitense († 1947)
- 8 giugno - Ethel Thomson Larcombe, tennista e giocatrice di badminton britannica († 1965)
- 9 giugno - Giovanni Bottino Barzizza, matematico e astronomo italiano († 1924)
- 9 giugno - Harry DeBaecke, canottiere statunitense († 1961)
- 10 giugno - Antonio Cicu, giurista italiano († 1962)
- 10 giugno - Rafael Erich, politico finlandese († 1946)
- 10 giugno - Robert Studer, calciatore svizzero († 1924)
- 10 giugno - Dezső Szabó, scrittore ungherese († 1945)
- 11 giugno - Roger Bresnahan, giocatore di baseball e allenatore di baseball statunitense († 1944)
- 11 giugno - Edith Wakeling, montatrice canadese († 1962)
- 12 giugno - Juan Frutos, giurista e politico paraguaiano († 1960)
- 13 giugno - Nicola Pescatori, attore teatrale e attore cinematografico italiano († 1936)
- 13 giugno - Lois Weber, regista, attrice e sceneggiatrice statunitense († 1939)
- 14 giugno - Arthur Duffey, velocista statunitense († 1955)
- 15 giugno - Mustafa al-Nahhas, politico egiziano († 1965)
- 15 giugno - Matteo Olivero, pittore e scultore italiano († 1932)
- 15 giugno - Ernst Schultz, velocista danese († 1906)
- 15 giugno - Henri Wallon, psicologo, pedagogista e filosofo francese († 1962)
- 16 giugno - Fritz Schulz, giurista tedesco († 1957)
- 16 giugno - Theo Thijssen, educatore, scrittore e politico olandese († 1943)
- 17 giugno - Alexander Klein, architetto russo († 1961)
- 17 giugno - Angelo Landi, pittore italiano († 1944)
- 17 giugno - Alwin Neuß, attore e regista tedesco († 1935)
- 17 giugno - Matteo Rossi, politico italiano († 1951)
- 19 giugno - Rein Boomsma, calciatore e militare olandese († 1943)
- 19 giugno - Fatma Sultan, principessa ottomana († 1932)
- 19 giugno - Martha Mattox, attrice statunitense († 1933)
- 20 giugno - Theodore Carstens, schermidore statunitense († 1955)
- 20 giugno - Adolphe Kégresse, inventore francese († 1943)
- 20 giugno - Fulvio Zugaro, generale italiano († 1931)
- 21 giugno - Umberto Brunelleschi, scenografo e pittore italiano († 1949)
- 22 giugno - Porter Emerson Browne, commediografo statunitense († 1934)
- 22 giugno - Eugenie Forde, attrice statunitense († 1940)
- 22 giugno - Guido Seeber, direttore della fotografia e regista tedesco († 1940)
- 23 giugno - Angelina Beloff, artista russa († 1969)
- 23 giugno - Hoda Sha'rawi, attivista egiziana († 1947)
- 24 giugno - Gian Alberto Blanc, fisico e paleontologo italiano († 1966)
- 24 giugno - Giuseppe Lombardo Radice, pedagogista e filosofo italiano († 1938)
- 24 giugno - Frank Raad, ginnasta e multiplista statunitense († 1940)
- 25 giugno - Clara Burrill Bruce, avvocata, giornalista e scrittrice statunitense († 1947)
- 26 giugno - Ugo Ciancarelli, chimico, dirigente d'azienda e politico italiano († 1957)
- 26 giugno - Gustaf Adolf Jonsson, tiratore a segno svedese († 1949)
- 26 giugno - Agrippina Jakovlevna Vaganova, ballerina e coreografa sovietica († 1951)
- 27 giugno - Gunnar Wennerström, pallanuotista svedese († 1931)
- 29 giugno - Benedetto Aloisi Masella, cardinale italiano († 1970)
- 29 giugno - Aleksandăr Cankov, politico bulgaro († 1959)
- 29 giugno - Alessandro Della Seta, archeologo e funzionario italiano († 1944)
- 29 giugno - Ted McLear, lottatore statunitense († 1958)
- 29 giugno - Zsigmond Móricz, scrittore ungherese († 1942)
- 30 giugno - Walter Hampden, attore statunitense († 1955)
- 30 giugno - Lewis W. Physioc, effettista e direttore della fotografia statunitense († 1972)
- 30 giugno - Lydia Roberts, nutrizionista statunitense († 1965)

## Luglio(71)
- 1º luglio - Luigi Carlo Caron, politico italiano († 1954)
- 1º luglio - William G. Everson, generale statunitense († 1954)
- 1º luglio - Léon Jouhaux, sindacalista e politico francese († 1954)
- 1º luglio - Æneas Mackintosh, esploratore e navigatore britannico († 1916)
- 1º luglio - Ramiro Ortiz, filologo e linguista italiano († 1947)
- 2 luglio - Icilio Bacci, politico italiano († 1945)
- 3 luglio - Alfred Korzybski, ingegnere, filosofo e matematico polacco († 1950)
- 4 luglio - Edward Boulden, attore statunitense († 1937)
- 5 luglio - Enrico Maria Alliata di Villafranca, nobile, gastronomo e scrittore italiano († 1946)
- 5 luglio - Volkmar Andreae, compositore e direttore d'orchestra svizzero († 1962)
- 5 luglio - Dwight Filley Davis, tennista e politico statunitense († 1945)
- 5 luglio - Philippe Gaubert, flautista, direttore d'orchestra e compositore francese († 1941)
- 5 luglio - Wanda Landowska, clavicembalista polacca († 1959)
- 5 luglio - José Millán-Astray, generale e politico spagnolo († 1954)
- 5 luglio - Bortolo Zambon, generale e partigiano italiano († 1967)
- 6 luglio - Günther Burstyn, militare austro-ungarico († 1945)
- 6 luglio - Henri Jobier, schermidore francese († 1930)
- 6 luglio - Karl Maybach, ingegnere e imprenditore tedesco († 1960)
- 9 luglio - Friedrich Adler, politico austriaco († 1960)
- 9 luglio - Ottorino Respighi, compositore, musicologo e direttore d'orchestra italiano († 1936)
- 9 luglio - Carlos Chagas, batteriologo e igienista brasiliano († 1934)
- 11 luglio - Lawrence Feuerbach, pesista e tiratore di fune statunitense († 1911)
- 11 luglio - Giovanni Michelazzi, architetto italiano († 1920)
- 12 luglio - Margherita Beloch Piazzolla, matematica italiana († 1976)
- 13 luglio - Giuseppe Chiot, presbitero italiano († 1960)
- 13 luglio - Eugène Freyssinet, ingegnere francese († 1962)
- 13 luglio - Alfred Healey, ostacolista e velocista britannico († 1960)
- 14 luglio - Carlo Ottolenghi, dirigente d'azienda italiano († 1945)
- 14 luglio - Umberto Prencipe, pittore e incisore italiano († 1962)
- 15 luglio - Roger-Henri-Marie Beaussart, arcivescovo cattolico francese († 1952)
- 15 luglio - Vincenzo Cimatti, presbitero, educatore e compositore italiano († 1965)
- 15 luglio - André Six, nuotatore francese († 1915)
- 15 luglio - Hermann Wraschtil, mezzofondista e siepista austriaco († 1950)
- 16 luglio - Wilhelm Heckel, tedesco († 1952)
- 16 luglio - Adelaide Sardi, religiosa e scrittrice italiana († 1930)
- 16 luglio - Elisabeth Vreede, matematica, astrologa e astronoma olandese († 1943)
- 17 luglio - Jean Frélaut, pittore e incisore francese († 1954)
- 17 luglio - Jack Laviolette, hockeista su ghiaccio canadese († 1960)
- 17 luglio - Gustave Lefebvre, egittologo e grecista francese († 1957)
- 17 luglio - Tullio Tomba, politico italiano († 1960)
- 18 luglio - Ugo Della Seta, politico italiano († 1958)
- 18 luglio - Damir Feigel, scrittore e umorista sloveno († 1959)
- 18 luglio - Maria Tescanu Rosetti, principessa rumena († 1968)
- 18 luglio - Erik Severin, giocatore di curling svedese († 1942)
- 18 luglio - Adolf Spinnler, ginnasta e multiplista svizzero († 1950)
- 19 luglio - Eugenio Lanti, esperantista francese († 1947)
- 19 luglio - John Purroy Mitchell, politico statunitense († 1918)
- 19 luglio - Augusto Romagnoli, insegnante italiano († 1946)
- 20 luglio - Vladko Maček, politico jugoslavo († 1964)
- 21 luglio - Joseph A. A. Burnquist, politico e avvocato statunitense († 1961)
- 23 luglio - Ernst Herzfeld, archeologo, orientalista e iranista tedesco († 1948)
- 23 luglio - Margaret Illington, attrice teatrale statunitense († 1934)
- 23 luglio - Georg John, attore tedesco († 1941)
- 23 luglio - Luigi Michelacci, pittore italiano († 1959)
- 24 luglio - Camillo Bregant, generale austriaco († 1956)
- 24 luglio - John Nicholas, calciatore britannico († 1929)
- 24 luglio - Roberto Roberti, regista e attore italiano († 1959)
- 25 luglio - J. Warren Kerrigan, attore e produttore cinematografico statunitense († 1947)
- 25 luglio - Jacques Schneider, imprenditore e aviatore francese († 1928)
- 26 luglio - Shunroku Hata, militare giapponese († 1962)
- 26 luglio - Enrico XXXIII di Reuss-Köstritz, nobile tedesco († 1942)
- 28 luglio - Vittorio Ambrosio, generale italiano († 1958)
- 28 luglio - Lucy Burns, attivista statunitense († 1966)
- 28 luglio - Gabriel Miró, scrittore spagnolo († 1930)
- 28 luglio - Charlie Paynter, calciatore e allenatore di calcio inglese († 1970)
- 28 luglio - Bert St. John, tennista australiano († 1932)
- 29 luglio - Peppino Garibaldi, generale e agente segreto italiano († 1950)
- 29 luglio - Tito Giovanni Marchetti, politico e magistrato italiano
- 30 luglio - Emilio Ghione, attore e regista italiano († 1930)
- 30 luglio - Fernando Primo de Rivera y Orbaneja, ufficiale e militare spagnolo († 1921)
- 31 luglio - Margarete Bieber, archeologa e storica dell'arte tedesca († 1978)

## Agosto(67)
- 1º agosto - Francesco Beguinot, orientalista italiano († 1953)
- 1º agosto - Massimo Pilotti, giurista e magistrato italiano († 1962)
- 1º agosto - Luigi Rigorini, pittore italiano († 1956)
- 2 agosto - Eli Moschcowitz, medico austro-ungarico († 1964)
- 2 agosto - Rawghlie Clement Stanford, politico statunitense († 1963)
- 3 agosto - Georges Leuillieux, nuotatore e pallanuotista francese († 1950)
- 4 agosto - Alphonse Charpiot, ciclista su strada francese († 1957)
- 4 agosto - Maarten van Dulm, schermidore olandese († 1949)
- 4 agosto - Emil Kliment, sollevatore austriaco († 1965)
- 5 agosto - Vladimir Aïtoff, medico e rugbista a 15 francese († 1963)
- 5 agosto - Gustavo Conforti, attore italiano († 1975)
- 6 agosto - Alfred Beamish, tennista britannico († 1944)
- 6 agosto - Giuseppe Cardinali, storico e politico italiano († 1955)
- 7 agosto - Francesco Menchinelli, fantino italiano
- 8 agosto - Tehaapapa III, regina († 1917)
- 8 agosto - Carl Svensson, tiratore di fune e sollevatore svedese († 1956)
- 8 agosto - Hisaichi Terauchi, generale giapponese († 1946)
- 8 agosto - Emiliano Zapata, rivoluzionario, anarchico e generale messicano († 1919)
- 9 agosto - Fred Hendschel, nuotatore statunitense († 1916)
- 10 agosto - Bertram Bracken, regista, sceneggiatore e attore statunitense († 1952)
- 10 agosto - Decio Cinti, traduttore, lessicografo e storico italiano († 1954)
- 10 agosto - Gaetano Pietra, statistico e politico italiano († 1961)
- 10 agosto - Ernest Wild, navigatore e esploratore britannico († 1918)
- 12 agosto - Vladimiro Pini, militare e politico italiano († 1959)
- 12 agosto - Théophile Robert, pittore svizzero († 1954)
- 13 agosto - Felice Carena, pittore italiano († 1966)
- 13 agosto - Salvatore Gatti, magistrato e politico italiano († 1951)
- 13 agosto - Cesare Genovesi, avvocato e politico italiano († 1970)
- 13 agosto - John Ireland, compositore e insegnante inglese († 1962)
- 14 agosto - Miro Gamba, ingegnere italiano († 1957)
- 15 agosto - Ethel Barrymore, attrice statunitense († 1959)
- 15 agosto - Ben Bradshaw, lottatore statunitense († 1970)
- 15 agosto - Luigi Gaetano Ceschina, imprenditore italiano († 1960)
- 17 agosto - Pierre Ceresole, pacifista svizzero († 1945)
- 17 agosto - Antonio Certani, violoncellista e compositore italiano († 1952)
- 17 agosto - Arnold Kutzinski, neurologo e psichiatra tedesco († 1956)
- 18 agosto - Manuel Arce y Ochotorena, cardinale e arcivescovo cattolico spagnolo († 1948)
- 18 agosto - Oreste Simonotti, imprenditore e dirigente sportivo italiano († 1949)
- 19 agosto - Giuseppe Augusto Levis, pittore italiano († 1926)
- 20 agosto - Carlo Geloso, generale italiano († 1957)
- 20 agosto - Gustaf Lewenhaupt, cavaliere svedese († 1962)
- 20 agosto - Robert William Seton-Watson, storico britannico († 1951)
- 20 agosto - Agostino Signorini, politico italiano († 1928)
- 20 agosto - Alf Swahn, tiratore a segno svedese († 1931)
- 21 agosto - Andrej Vasil'evič Martynov, paleontologo e entomologo russo († 1938)
- 22 agosto - Jan van den Berg, calciatore olandese († 1951)
- 23 agosto - Charley Morris, pugile britannico († 1959)
- 23 agosto - Harry Williams, compositore, regista e attore statunitense († 1922)
- 24 agosto - Carlo Biscaretti di Ruffia, illustratore, storico e progettista italiano († 1959)
- 24 agosto - Silvio Flor, politico italiano († 1938)
- 24 agosto - Max Leuthe, calciatore austriaco († 1945)
- 24 agosto - Luigi Michelotti, giornalista italiano († 1967)
- 25 agosto - John Randolph Bray, animatore e fumettista statunitense († 1978)
- 26 agosto - Nathalie de Goloubeff, cantante e traduttrice russa († 1941)
- 26 agosto - Khalifa bin Harub di Zanzibar, sultano tanzaniano († 1960)
- 26 agosto - Joe Jeanette, pugile statunitense († 1958)
- 26 agosto - Marcel Roland, scrittore e naturalista francese († 1955)
- 28 agosto - Sydney Ayres, attore, regista e sceneggiatore statunitense († 1916)
- 28 agosto - E. E. Clive, attore britannico († 1940)
- 28 agosto - Umberto Mozzato, attore e regista italiano († 1947)
- 28 agosto - Jacques-Émile Ruhlmann, designer francese († 1933)
- 30 agosto - Georges Gasté, pittore francese († 1910)
- 30 agosto - Llewelyn Lloyd, pittore italiano († 1949)
- 30 agosto - Franco Rodolfo Savorgnan, statistico italiano († 1963)
- 31 agosto - Edward Coverley Kennedy, militare inglese († 1939)
- 31 agosto - Alma Mahler Schindler, compositrice e scrittrice austriaca († 1964)
- 31 agosto - Taishō, imperatore giapponese († 1926)

## Settembre(80)
- 1º settembre - Antonio Bifani, giornalista, sindacalista e politico italiano († 1948)
- 1º settembre - Antonio Primaldo Coco, francescano e storico italiano († 1962)
- 2 settembre - Isidro Ayora, politico ecuadoriano († 1978)
- 2 settembre - Ferdinando Carlesi, traduttore, critico letterario e scrittore italiano († 1966)
- 2 settembre - Engelbert Schrammel, calciatore austriaco († 1970)
- 3 settembre - Mario Crespi, imprenditore, editore e politico italiano († 1962)
- 3 settembre - Antonius van Nieuwenhuizen, schermidore olandese († 1957)
- 4 settembre - Étienne Arnaud, regista e sceneggiatore francese († 1955)
- 4 settembre - Luigi Trivelli, magistrato e politico italiano († 1949)
- 5 settembre - Angelandrea Zottoli, critico letterario italiano († 1956)
- 6 settembre - Barry Vincent Jackson, regista, scenografo e impresario teatrale inglese († 1961)
- 6 settembre - Knud Knudsen, ginnasta norvegese († 1954)
- 6 settembre - Johan Nygaardsvold, politico norvegese († 1952)
- 6 settembre - Fernand Rivers, attore, regista e produttore cinematografico francese († 1960)
- 6 settembre - Max Schreck, attore tedesco († 1936)
- 6 settembre - Adolf Strauß, generale tedesco († 1973)
- 6 settembre - Joseph Wirth, politico tedesco († 1956)
- 7 settembre - Andon Beça, politico albanese († 1944)
- 7 settembre - Francesco Giuseppe di Braganza, principe e ufficiale portoghese († 1919)
- 7 settembre - Hampton Del Ruth, sceneggiatore, regista e attore statunitense († 1958)
- 8 settembre - Luigi Bompard, pittore e illustratore italiano († 1953)
- 8 settembre - Matteo Gay, politico italiano († 1948)
- 8 settembre - Edward Grigg, I barone Altrincham, politico e giornalista inglese († 1955)
- 8 settembre - Ennio Tardini, avvocato, politico e dirigente sportivo italiano († 1923)
- 10 settembre - Augusto Bissiri, inventore italiano († 1968)
- 10 settembre - Bruno Cicognani, scrittore e drammaturgo italiano († 1971)
- 10 settembre - Agostino Recalcati, calciatore italiano († 1935)
- 11 settembre - Louis Coatalen, ingegnere francese († 1962)
- 11 settembre - Abner Vickery, golfista statunitense († 1931)
- 12 settembre - William Horschke, ginnasta e multiplista statunitense († 1956)
- 12 settembre - Charles Laeser, ciclista su strada svizzero († 1959)
- 12 settembre - Riccardo Paladini, ammiraglio italiano († 1943)
- 12 settembre - Auguste Valensin, presbitero e saggista francese († 1953)
- 13 settembre - Rudolph John Anderson, chimico svedese († 1961)
- 13 settembre - K.A.C. Creswell, storico dell'arte britannico († 1974)
- 13 settembre - Annie Kenney, attivista inglese († 1953)
- 13 settembre - Giovanni Sismondo, arcivescovo cattolico italiano († 1957)
- 14 settembre - Paule Andral, attrice francese († 1956)
- 14 settembre - Andreas Brecke, velista norvegese († 1952)
- 14 settembre - Margaret Sanger, attivista, infermiera e scrittrice statunitense († 1966)
- 14 settembre - Johannes Osten, schermidore olandese († 1965)
- 15 settembre - Joseph Lyons, politico australiano († 1939)
- 15 settembre - Taurino Parvis, baritono italiano († 1957)
- 15 settembre - Jules Verbecke, nuotatore e pallanuotista francese († 1942)
- 16 settembre - Josep Maria Jujol, architetto spagnolo († 1949)
- 17 settembre - Rube Foster, giocatore di baseball e allenatore di baseball statunitense († 1930)
- 17 settembre - Clara Porges, pittrice tedesca († 1963)
- 17 settembre - Oskar Eberhard Ulbrich, botanico tedesco († 1952)
- 18 settembre - Henri Dufaux, imprenditore, pittore e politico francese († 1980)
- 19 settembre - Anna Capodaglio, attrice italiana († 1961)
- 20 settembre - Oreste Salomone, aviatore e militare italiano († 1918)
- 20 settembre - Victor Sjöström, regista, attore e sceneggiatore svedese († 1960)
- 21 settembre - Armando Brasini, architetto e urbanista italiano († 1965)
- 21 settembre - Axel Nordlander, cavaliere svedese († 1962)
- 22 settembre - Gino Baldesi, politico e sindacalista italiano († 1934)
- 23 settembre - Ragnar Berg, ginnasta e multiplista statunitense († 1950)
- 23 settembre - Sebastiano Bonfiglio, sindacalista e politico italiano († 1922)
- 23 settembre - Charles Camoin, pittore francese († 1965)
- 24 settembre - Raoul Dal Molin Ferenzona, pittore, scrittore e incisore italiano († 1946)
- 25 settembre - Hermann Barrelet, canottiere francese († 1964)
- 25 settembre - Willy Düskow, canottiere tedesco († 1962)
- 25 settembre - Shinobu Ishihara, oculista giapponese († 1963)
- 26 settembre - Uberto Cagnassi, calciatore italiano
- 26 settembre - Bob Crompton, calciatore inglese († 1941)
- 26 settembre - Fedir Duz-Chotymyrs'kyj, scacchista sovietica († 1965)
- 26 settembre - Otto Nilsson, giavellottista e discobolo svedese († 1960)
- 27 settembre - Jacques Boulenger, scrittore e critico letterario francese († 1944)
- 27 settembre - Hans Hahn, matematico austriaco († 1934)
- 27 settembre - Fred Schule, ostacolista statunitense († 1962)
- 28 settembre - Paul Armengaud, generale francese († 1970)
- 28 settembre - Benjamin Christensen, regista, attore e cantante danese († 1959)
- 28 settembre - Sof'ja Vasil'evna Fëdorova, ballerina russa († 1963)
- 29 settembre - Marius Jacob, anarchico francese († 1954)
- 29 settembre - Joaquín Nin, compositore, musicologo e pedagogo cubano († 1949)
- 29 settembre - Erminio Santiello, dirigente sportivo italiano († 1945)
- 29 settembre - Arthur Sundbye, ginnasta e multiplista statunitense († 1949)
- 29 settembre - Armand de Gramont, nobile e scienziato francese († 1962)
- 30 settembre - Henri Casadesus, violista e compositore francese († 1947)
- 30 settembre - Johan Falkberget, scrittore norvegese († 1967)
- 30 settembre - Maria Marta di Gesù Wołowska, religiosa polacca († 1942)

## Ottobre(74)
- 1º ottobre - Gino Arias, economista e politico italiano († 1940)
- 2 ottobre - Idris Bell, egittologo britannico († 1967)
- 2 ottobre - Louis Notari, scrittore, poeta e politico monegasco († 1961)
- 2 ottobre - Wallace Stevens, poeta statunitense († 1955)
- 3 ottobre - Alberto Gasco, critico musicale, compositore e scrittore italiano († 1938)
- 3 ottobre - Warner Oland, attore svedese († 1938)
- 3 ottobre - Paul Stendel, ginnasta e multiplista statunitense († 1942)
- 4 ottobre - Giovanni Agusta, pioniere dell'aviazione italiano († 1927)
- 4 ottobre - Emilio Guarini, fisico e inventore italiano († 1953)
- 5 ottobre - John Erskine, romanziere, critico letterario e poeta statunitense († 1951)
- 5 ottobre - Gilchrist Maclagan, canottiere britannico († 1915)
- 5 ottobre - Gennaro Pagano di Melito, militare e diplomatico italiano († 1944)
- 5 ottobre - Francis Peyton Rous, medico statunitense († 1970)
- 6 ottobre - James Bowman, giocatore di curling canadese († 1951)
- 6 ottobre - Hans Jørgen Hansen, hockeista su prato danese († 1966)
- 6 ottobre - Alberto de' Stefani, economista e politico italiano († 1969)
- 7 ottobre - Giulio Gianelli, poeta e scrittore italiano († 1914)
- 7 ottobre - Herman Nohl, filologo tedesco († 1960)
- 8 ottobre - Felice Maria Cappello, presbitero italiano († 1962)
- 8 ottobre - Italo Cristalli, tenore italiano († 1932)
- 8 ottobre - Javotte Bocconi Manca di Villahermosa, nobildonna e mecenate italiana († 1965)
- 8 ottobre - George Van Cleaf, pallanuotista e nuotatore statunitense († 1905)
- 9 ottobre - Chen Duxiu, politico cinese († 1942)
- 9 ottobre - Max von Laue, fisico e cristallografo tedesco († 1960)
- 9 ottobre - George Pattullo, scrittore e sceneggiatore canadese († 1967)
- 10 ottobre - Mario Calderara, inventore e aviatore italiano († 1944)
- 10 ottobre - Antonio Cavicchioni, diplomatico e imprenditore italiano († 1958)
- 11 ottobre - Paul Eichelmann, calciatore tedesco († 1938)
- 11 ottobre - Raffaello Lucarelli, fotografo, regista e produttore cinematografico italiano
- 11 ottobre - Maria Luisa di Hannover, principessa († 1948)
- 11 ottobre - Christian Schilling, calciatore tedesco († 1955)
- 11 ottobre - Shenton Thomas, politico britannico († 1962)
- 12 ottobre - Arthur Berthelet, regista cinematografico e attore teatrale statunitense († 1949)
- 12 ottobre - Michael Joseph Curley, arcivescovo cattolico irlandese († 1947)
- 13 ottobre - Gerald Charles Dickens, ammiraglio inglese († 1962)
- 13 ottobre - Edward Hennig, ginnasta e multiplista statunitense († 1960)
- 13 ottobre - Tita Piaz, alpinista italiano († 1948)
- 14 ottobre - Miles Franklin, scrittrice australiana († 1954)
- 14 ottobre - Rafael de Nogales Méndez, militare, avventuriero e scrittore venezuelano († 1936)
- 15 ottobre - Sara Allgood, attrice irlandese († 1950)
- 15 ottobre - Francis Bruguière, fotografo e pittore statunitense († 1945)
- 15 ottobre - Jane Darwell, attrice statunitense († 1967)
- 15 ottobre - Alice Greene, tennista britannica († 1956)
- 15 ottobre - Elias Avery Lowe, paleografo lituano († 1969)
- 16 ottobre - Karl Etlinger, attore tedesco († 1946)
- 16 ottobre - Philip Jourdain, logico britannico († 1919)
- 17 ottobre - Ernesto Maria Cocca, imprenditore, economista e chimico italiano († 1940)
- 17 ottobre - Joe Hill, sindacalista e compositore statunitense († 1915)
- 18 ottobre - Franz Joseph Dölger, teologo e storico tedesco († 1940)
- 18 ottobre - Grzegorz Fitelberg, direttore d'orchestra, compositore e violinista polacco († 1953)
- 18 ottobre - Giovanni Marinelli, politico italiano († 1944)
- 19 ottobre - Giuseppe Gentile, diplomatico e politico italiano († 1955)
- 20 ottobre - Camillo Pavanello, ginnasta italiano († 1951)
- 21 ottobre - Joseph Canteloube, compositore e musicologo francese († 1957)
- 22 ottobre - Camillo Castiglioni, imprenditore e banchiere austriaco († 1957)
- 22 ottobre - José Giral, politico e chimico spagnolo († 1962)
- 22 ottobre - Dino Perrone Compagni, prefetto e politico italiano († 1950)
- 23 ottobre - Raffaele Montuori, prefetto e politico italiano († 1960)
- 24 ottobre - Nicola Bombacci, politico e rivoluzionario italiano († 1945)
- 24 ottobre - August Erker, canottiere statunitense († 1951)
- 24 ottobre - Frances Maule Bjorkman, scrittrice e attivista statunitense († 1966)
- 25 ottobre - Paolo Arcari, letterato italiano († 1955)
- 25 ottobre - Fritz Haarmann, serial killer tedesco († 1925)
- 26 ottobre - Biófilo Panclasta, scrittore, rivoluzionario e anarchico colombiano († 1943)
- 26 ottobre - Fredrik Rosencrantz, cavaliere svedese († 1957)
- 26 ottobre - Oskar Strnad, architetto, scenografo e scultore austriaco († 1935)
- 28 ottobre - Pietro D'Achiardi, storico dell'arte, critico d'arte e pittore italiano († 1940)
- 28 ottobre - Sydney Jacob, tennista indiano († 1977)
- 28 ottobre - Martin Kirschner, chirurgo tedesco († 1942)
- 28 ottobre - Charles Samaran, archivista e storico francese († 1982)
- 29 ottobre - Franz von Papen, militare, politico e diplomatico tedesco († 1969)
- 30 ottobre - Alfred Ernout, filologo e latinista francese († 1973)
- 30 ottobre - Hilaire Spanoghe, calciatore belga
- 30 ottobre - Jef Van de Fackere, pittore belga († 1946)

## Novembre(68)
- 1º novembre - Oskar Barnack, ingegnere tedesco († 1936)
- 1º novembre - Pál Teleki, politico ungherese († 1941)
- 2 novembre - Marion Jones Farquhar, tennista statunitense († 1965)
- 2 novembre - Ted Pepper, ginnasta britannico († 1960)
- 2 novembre - Samuel Sharman, tiratore a segno statunitense († 1951)
- 2 novembre - Walery Sławek, politico polacco († 1939)
- 3 novembre - Ignazio Gabriele I Tappouni, cardinale e patriarca cattolico iracheno († 1968)
- 3 novembre - James McIlroy, esploratore, medico e militare britannico († 1968)
- 3 novembre - Vilhjalmur Stefansson, esploratore e etnologo canadese († 1962)
- 4 novembre - Alda Borelli, attrice italiana († 1964)
- 4 novembre - Leonid Ivanovič Fëdorov, esarca russo († 1935)
- 4 novembre - Will Rogers, attore, comico e giornalista statunitense († 1935)
- 5 novembre - Francesco Bracci, cardinale e arcivescovo cattolico italiano († 1967)
- 5 novembre - William Harrison Hays, politico statunitense († 1954)
- 5 novembre - Sophie Wachner, costumista statunitense († 1960)
- 5 novembre - Otto Wahle, nuotatore austriaco († 1963)
- 6 novembre - Kazimieras Būga, glottologo e linguista lituano († 1924)
- 7 novembre - King Baggot, attore, regista e sceneggiatore statunitense († 1948)
- 7 novembre - Ludwig Moroder, scultore italiano († 1953)
- 7 novembre - Lev Trockij, politico, rivoluzionario e politologo sovietico († 1940)
- 8 novembre - Johann Ferdinand Mädler, calciatore tedesco
- 8 novembre - Edoardo Spasiano, prefetto e politico italiano († 1944)
- 8 novembre - Mabel Trunnelle, attrice statunitense († 1981)
- 9 novembre - Jenő Bory, scultore e architetto ungherese († 1959)
- 9 novembre - Vincenzo Lante, politico italiano († 1956)
- 9 novembre - Gaetano Paternò di Manchi di Bilici, nobile e diplomatico italiano († 1949)
- 10 novembre - Bernard Bruyère, egittologo francese († 1971)
- 10 novembre - Patrick Pearse, letterato e poeta irlandese († 1916)
- 10 novembre - Giuseppe Visconti di Modrone, I duca di Grazzano Visconti, nobile, imprenditore e dirigente sportivo italiano († 1941)
- 11 novembre - Charles Maigne, regista e sceneggiatore statunitense († 1929)
- 12 novembre - Cecil Chesterton, giornalista e opinionista inglese († 1918)
- 13 novembre - Maurice Delage, compositore e pianista francese († 1961)
- 13 novembre - John Grieb, ginnasta e multiplista statunitense († 1939)
- 13 novembre - Antonio Ramón, anarchico spagnolo († 1924)
- 14 novembre - Henry de Monfreid, avventuriero e scrittore francese († 1974)
- 15 novembre - Lewis Stone, attore statunitense († 1953)
- 15 novembre - Charles Thias, tiratore di fune statunitense († 1922)
- 15 novembre - Miron Konstantinovič Vladimirov, rivoluzionario e politico russo († 1925)
- 17 novembre - Maria Cristina d'Asburgo-Teschen, nobildonna († 1962)
- 17 novembre - Tommaso Gulli, militare italiano († 1920)
- 17 novembre - Fulvio Tessaroli, vescovo cattolico italiano († 1953)
- 19 novembre - Vincenzo De Simone, poeta italiano († 1942)
- 19 novembre - Antonio Scialoja, giurista e politico italiano († 1962)
- 19 novembre - Arthur Stockhoff, canottiere statunitense († 1934)
- 19 novembre - Franz Stöhr, politico tedesco († 1938)
- 20 novembre - François Charles-Roux, diplomatico francese († 1961)
- 20 novembre - Mario Maratelli, agronomo italiano († 1955)
- 20 novembre - Franz Pfemfert, editore, giornalista e politico tedesco († 1954)
- 22 novembre - Courtenay Foote, attore inglese († 1925)
- 22 novembre - Ralph George Hawtrey, economista inglese († 1975)
- 22 novembre - Julio Salvador Sagreras, chitarrista, compositore e insegnante argentino († 1942)
- 23 novembre - Lanier Bartlett, sceneggiatore e scrittore statunitense († 1961)
- 23 novembre - Jean Forestier, calciatore svizzero († 1957)
- 23 novembre - Giulio Augusto Levi, italianista e critico letterario italiano († 1951)
- 23 novembre - Joseph Ryan, canottiere statunitense († 1972)
- 24 novembre - Eli Heckscher, economista svedese († 1952)
- 25 novembre - Maurice Vignerot, giocatore di croquet francese († 1953)
- 26 novembre - Edgar Katzenstein, canottiere tedesco († 1953)
- 26 novembre - Fanny Midgley, attrice statunitense († 1932)
- 27 novembre - Angelo Brucculeri, gesuita, giornalista e sociologo italiano († 1969)
- 27 novembre - Serge Sandberg, produttore cinematografico francese († 1981)
- 28 novembre - Paul Christian Frank, avvocato e politico norvegese († 1956)
- 28 novembre - Jesse D. Hampton, produttore cinematografico e regista statunitense († 1968)
- 29 novembre - Antero Leonardo Canale, generale italiano († 1959)
- 29 novembre - Jacob Gade, violinista e compositore danese († 1963)
- 30 novembre - Raffaele Bagnulo, esperantista e giurista italiano († 1975)
- 30 novembre - Laura Clifford Barney, scrittrice, insegnante e filantropa statunitense († 1974)
- 30 novembre - Louis Segondi, mezzofondista francese († 1949)

## Dicembre(81)
- 1º dicembre - Erminio Sipari, naturalista, ambientalista e politico italiano († 1968)
- 2 dicembre - Armellini Chiappi, generale italiano († 1944)
- 3 dicembre - Amerindo Camilli, filologo e linguista italiano († 1960)
- 3 dicembre - Charles Hutchison, attore, regista e sceneggiatore statunitense († 1949)
- 3 dicembre - Nagai Kafū, scrittore giapponese († 1959)
- 4 dicembre - Eligio Ayala, politico paraguaiano († 1930)
- 4 dicembre - Gabriele Canelli, giurista italiano († 1937)
- 4 dicembre - Hamilton Harty, direttore d'orchestra, compositore e organista irlandese († 1941)
- 4 dicembre - Aldo Mieli, storico della scienza e attivista italiano († 1950)
- 4 dicembre - Beniamino Nicola, calciatore e medico italiano († 1963)
- 4 dicembre - Birger Sörvik, ginnasta svedese († 1978)
- 4 dicembre - Antti Tulenheimo, politico finlandese († 1952)
- 5 dicembre - Alfredo Maria Cavagna, vescovo cattolico italiano († 1970)
- 5 dicembre - Clyde Vernon Cessna, aviatore e progettista statunitense († 1954)
- 5 dicembre - Anthony Jahnke, ginnasta e multiplista statunitense († 1953)
- 6 dicembre - Frederick Hird, tiratore a segno statunitense († 1952)
- 6 dicembre - Rogelio Yrurtia, scultore argentino († 1950)
- 7 dicembre - Karl Klingler, violinista, compositore e insegnante tedesco († 1971)
- 7 dicembre - Illarion Nikolaevič Pevtsov, attore russo († 1934)
- 7 dicembre - Mabel Taylor, arciera statunitense († 1967)
- 8 dicembre - Andrej Dmitrievič Archangel'skij, geologo russo († 1940)
- 8 dicembre - Giuseppe Foti, poeta italiano († 1949)
- 8 dicembre - Bagha Jatin, rivoluzionario indiano († 1915)
- 8 dicembre - Fernando de los Ríos, politico spagnolo († 1949)
- 8 dicembre - Herbert Yost, attore statunitense († 1945)
- 9 dicembre - Hu Hanmin, politico cinese († 1936)
- 10 dicembre - Vittorio Osvaldo Tommasini, pittore, poeta e fotografo italiano († 1964)
- 10 dicembre - E. H. Shepard, artista e illustratore britannico († 1976)
- 10 dicembre - Andrew Wilson, allenatore di calcio e calciatore scozzese († 1945)
- 11 dicembre - Agustín Gómez Morato, generale spagnolo († 1952)
- 11 dicembre - Pietro Gazzera, politico e generale italiano († 1953)
- 12 dicembre - Friedrich Christiansen, aviatore e militare tedesco († 1972)
- 12 dicembre - Laura Hope Crews, attrice statunitense († 1942)
- 12 dicembre - Friedrich Köhnlein, scacchista e compositore di scacchi tedesco († 1916)
- 12 dicembre - Mariano Rosati, politico italiano († 1967)
- 12 dicembre - Dirk Scalongne, schermidore olandese († 1973)
- 14 dicembre - Hermann Dietrich, politico tedesco († 1954)
- 14 dicembre - Ardiccio Modena, calciatore e arbitro di calcio italiano († 1974)
- 14 dicembre - Mike Spring, maratoneta statunitense († 1970)
- 15 dicembre - Biagio Borriello, armatore e politico italiano († 1951)
- 15 dicembre - Guido Bortolotto, avvocato italiano († 1942)
- 15 dicembre - Rudolf Laban, danzatore e coreografo ungherese († 1958)
- 15 dicembre - Emil Voigt, ginnasta e multiplista statunitense († 1946)
- 16 dicembre - William Duncan, attore, regista e sceneggiatore scozzese († 1961)
- 16 dicembre - César Garin, ciclista su strada italiano († 1951)
- 16 dicembre - Otto Ludwig Haas-Heye, stilista tedesco († 1959)
- 17 dicembre - Jean-Marie Charles Abrial, ammiraglio francese († 1962)
- 17 dicembre - Ettore Bignone, filologo classico e letterato italiano († 1953)
- 17 dicembre - Domenico Durante, pittore e calciatore italiano († 1944)
- 17 dicembre - Fritz Stein, direttore d'orchestra, musicologo e filosofo tedesco († 1961)
- 19 dicembre - Beals Wright, tennista statunitense († 1961)
- 20 dicembre - Ion Duca, politico rumeno († 1933)
- 20 dicembre - Margarethe Siems, soprano e pedagoga tedesca († 1952)
- 21 dicembre - Hilliard Lyle, giocatore di lacrosse canadese († 1931)
- 21 dicembre - Giovanni Niutta, nobile italiano († 1939)
- 22 dicembre - Riccardo De Sangro Fondi, velista italiano († 1968)
- 22 dicembre - Riccardo Ricciardi, editore italiano († 1973)
- 23 dicembre - Maria Boschetti Alberti, insegnante e pedagogista svizzera († 1951)
- 24 dicembre - Alessandrina di Meclemburgo-Schwerin, danese († 1952)
- 24 dicembre - Gustave Cohen, storico della letteratura e patriota francese († 1958)
- 24 dicembre - Otto Fickeisen, canottiere tedesco († 1963)
- 24 dicembre - Daniel Horton, astista e triplista statunitense († 1954)
- 24 dicembre - Clemente Micara, cardinale, arcivescovo cattolico e diplomatico italiano († 1965)
- 25 dicembre - Igo Etrich, aviatore e ingegnere austro-ungarico († 1967)
- 25 dicembre - Grace George, attrice statunitense († 1961)
- 25 dicembre - Riccardo Nowak, schermidore italiano († 1950)
- 27 dicembre - Giuseppe Bevione, giornalista e politico italiano († 1976)
- 27 dicembre - Sydney Greenstreet, attore e imprenditore britannico († 1954)
- 27 dicembre - Robert Greig, attore australiano († 1958)
- 27 dicembre - Wilhelm Weber, ginnasta e multiplista tedesco († 1963)
- 28 dicembre - Manuel Arteaga y Betancourt, cardinale e arcivescovo cattolico cubano († 1963)
- 28 dicembre - Guido Bargellini, chimico italiano († 1963)
- 28 dicembre - Billy Mitchell, generale statunitense († 1936)
- 28 dicembre - Ida May Park, sceneggiatrice e regista cinematografica statunitense († 1954)
- 28 dicembre - August Herman Pfund, fisico, scienziato e inventore statunitense († 1949)
- 29 dicembre - Roberto Galletti, ingegnere italiano († 1932)
- 29 dicembre - Gerald Logan, hockeista su prato britannico († 1951)
- 29 dicembre - Witold Wojtkiewicz, pittore polacco († 1909)
- 30 dicembre - Giuseppe Celi, prefetto e politico italiano († 1946)
- 30 dicembre - Ramana Maharshi, mistico indiano († 1950)
- 31 dicembre - Albert Werkmüller, velocista tedesco († 1914)

## Senza giorno specificato(75)
- Albert Abramovitz, pittore e incisore lettone († 1963)
- Oscar Adler, medico tedesco († 1932)
- Antonio Agustoni, ingegnere italiano († 1950)
- David Ananun, giornalista, storico e politico armeno († 1942)
- Alan Orr Anderson, storico scozzese († 1958)
- Armand Apol, pittore belga († 1950)
- Émile Argand, geologo svizzero († 1940)
- Eva Barrett, fotografa britannica
- Yoshua Bertonoff, attore israeliano († 1971)
- Harry Burton, egittologo e fotografo britannico († 1940)
- Pietro Buzzi, imprenditore italiano († 1940)
- Giacomo Enrico Casati, ingegnere e progettista italiano († 1965)
- Fabrizio Cortesi, botanico italiano († 1949)
- Cyrus Richard Crosby, entomologo e aracnologo statunitense († 1937)
- Oscar De Beaux, naturalista italiano († 1955)
- Robert Beckett Denison, chimico britannico († 1951)
- Vladimir Nikolaevič Derevenko, medico e chirurgo russo († 1936)
- Thami El Glaoui, politico marocchino († 1956)
- Nikolaj Evreinov, drammaturgo e regista teatrale russo († 1953)
- Adolphe Ferrière, pedagogista e astrologo svizzero († 1960)
- Charles Samuel Franklin, inventore inglese († 1964)
- Giuseppe Gabardini, pittore e ingegnere aeronautico italiano († 1936)
- Francesco Gaeta, poeta italiano († 1927)
- Si Bouaziz ben M'hamed ben Gana, politico algerino († 1945)
- George Gebhardt, attore svizzero († 1919)
- Aristodemo Giorgini, tenore italiano († 1937)
- Francis J. Grandon, regista, attore e sceneggiatore statunitense († 1929)
- Frederick Griffith, biologo inglese († 1941)
- Marguerite Harrison, giornalista, scrittrice e agente segreto statunitense († 1967)
- Hans Christian Jacobaeus, medico svedese († 1937)
- Charles Jaffe, scacchista russo († 1941)
- Morgan Jones, attore statunitense († 1951)
- Periklīs Kakousīs, sollevatore, tiratore di fune e discobolo greco († 1939)
- Maxwell Karger, produttore cinematografico e regista statunitense († 1922)
- Patrick Keohane, marinaio e esploratore irlandese († 1950)
- Aleksej Semënovič Kiselëv, politico sovietico († 1937)
- Giorgio La Piana, storico delle religioni, teologo e medievista italiano († 1971)
- Americo Enrico Lauro, regista italiano († 1937)
- Vachel Lindsay, poeta statunitense († 1931)
- St. John Lucas, poeta inglese († 1934)
- Hubert S. Martin, diplomatico e educatore britannico († 1938)
- Sergej Petrovič Mel'gunov, politico, storico e pubblicista russo († 1956)
- Harry Moger, calciatore inglese († 1927)
- Eric Mory, calciatore svizzero († 1908)
- Ludwig Moser, chimico tedesco († 1930)
- Alexandros Othonaios, generale greco († 1970)
- Giulio Passaglia, scultore italiano († 1956)
- Hans Paule, pittore austriaco († 1951)
- Petros Persakis, ginnasta greco († 1952)
- Giuseppe Pessina, fotografo italiano († 1973)
- Oreste Pizio, pittore e miniatore italiano († 1938)
- Arturo Puga, militare e politico cileno († 1944)
- Luigi Ravelli, presbitero, alpinista e storico italiano († 1963)
- Dante Ricci, pittore e incisore italiano († 1957)
- Arthur Robertson, pallanuotista britannico
- Emanuela Sansone, italiana († 1896)
- Sidkeong Tulku Namgyal, indiano († 1914)
- Kārlis Skalbe, scrittore lettone († 1945)
- Ezio Somazzi, architetto svizzero († 1934)
- Gregorio Maria Suñol, musicologo spagnolo († 1946)
- Hannen Swaffer, giornalista e critico teatrale britannico († 1962)
- Sybil Primrose, scrittrice e artista britannica († 1955)
- T. Tamamoto, attore giapponese († 1924)
- Silvio Tanzi, compositore e critico musicale italiano († 1909)
- H.M. Tennent, produttore teatrale, impresario teatrale e compositore britannico († 1941)
- Iōannīs Theofilakīs, tiratore a segno greco († 1968)
- Maria Elena Tiepolo Oggioni, nobile italiana († 1960)
- Petko Todorov, scrittore, poeta e drammaturgo bulgaro († 1916)
- Ina Tosi, scrittrice italiana († 1967)
- Sotirios Versis, discobolo, pesista e sollevatore greco († 1918)
- John Vincent, marinaio e esploratore britannico († 1941)
- Vitol'd Polonskij, attore russo († 1919)
- John Webster, attore teatrale statunitense († 1925)
- Ugo Zovetti, pittore, designer e decoratore italiano († 1974)
- Ali ibn al-Husayn, re arabo († 1935)